# سيباستيان كنيب
سيباستيان كنيب (بالألمانية: Sebastian Kneipp)‏ (و. 1821 – 1897 م) هو اخصائي تغذية، وhealer، وقس، وكاتب من ألمانيا.
توفي في باد وريسهوفن.

## جوائز
حصل على جوائز منها:
- فرسان القبر المقدس.